# The Man with Hare Ears
 The Man with Hare Ears  (engl. für „Der Mann mit den Hasenohren“, Originaltitel in der Slowakei Muž so zajačími ušami und in Tschechien Muž se zaječíma ušima) ist eine Filmkomödie von Martin Šulík, die im Oktober 2020 beim Internationalen Filmfestival Warschau ihre Premiere feierte.

## Handlung
Josef ist Schriftsteller und glaubt, dass ihn nichts mehr überraschen kann. Es dauert nicht lange, bis ihm das Leben das Gegenteil beweist. Erst sagt dem 60-jährigen Josef seine viel jüngere Freundin, dass sie schwanger ist. Sein bester Freund versucht Selbstmord zu begehen, und der Mann mit den Hasenohren, Josefs Alter Ego aus einer seiner Geschichten, erscheint in alltäglichen Situationen vor ihm. Josef will seine letzte Chance nutzen und beschließt, seine schwangere Freundin zu heiraten. Aber so einfach ist das nicht. Zuerst muss er eine Menge Dinge erledigen, die er bislang aufgeschoben hat.

## Produktion
Regie führte Martin Šulík, der gemeinsam mit Marek Leščák auch das Drehbuch schrieb. Der Titel des Films bezieht sich auf die besondere Fähigkeit, die der Protagonist plötzlich erwirbt, sein außergewöhnliches Hörvermögen. Dieses ermöglicht es ihm nicht nur zu belauschen, was andere Leute sagen, sondern auch zu hören, was sie tatsächlich denken. So erfährt er plötzlich, was seine Lieben, seine Familie und seine Freunde von ihm halten. Šulík erklärte, der Film bewege sich auf zwei Ebenen, eine realistische und eine fantastische, die aus verträumten Bildern besteht, die die innere Welt des Protagonisten widerspiegeln. Šulík will mit dem Film eine Geschichte über die Transformation zwischenmenschlicher Beziehungen und Freundschaften erzählen: „Ich möchte, dass unser Film mit sarkastischem Humor über ernste Dinge spricht.“
Die Titelrolle übernahm der bekannte tschechische Schauspieler und Regisseur Miroslav Krobot. Oldřich Kaiser spielt Julo, und Alexandra Borbély übernahm die Rolle von Katarina. In weiteren Rollen sind Tatiana Pauhofová als Simona, Zuzana Krónerová als Dana und Zuzana Mauréry in der Rolle der Mutter zu sehen.
Die Dreharbeiten fanden ab Ende April 2019 zwei Monate lang in und um Bratislava und in Prag statt. Als Kameramann fungierte Martin Štrba.
Die Filmmusik komponierte Vladimír Godár.
Der Film feierte am 10. Oktober 2020 beim Internationalen Filmfestival Warschau seine internationale Premiere, hier unter dem Titel polnischen Titel Człowiek z zajęczymi uszami. Am 5. November 2020 soll er in die tschechischen und am 11. Februar 2021 in die slowakischen Kinos kommen.

## Auszeichnungen
Český lev 2022
- Auszeichnung als Bester Nebendarsteller (Oldřich Kaiser)[5]

Internationales Filmfestival Warschau 2020
- Nominierung im Internationalen Wettbewerb
- Auszeichnung für die Beste Regie (Martin Šulík)
- Auszeichnung mit dem Preis der Ökumenischen Jury (Martin Šulík)[6][7]